# Epiechinus planisternus
Epiechinus planisternus är en skalbaggsart som beskrevs av Heinrich Bickhardt 1918. Epiechinus planisternus ingår i släktet Epiechinus och familjen stumpbaggar. Inga underarter finns listade i Catalogue of Life.